# Lima Bamba Centro
Lima Bamba Centro (auch: Limabamba Centro) ist eine Ortschaft im Departamento Chuquisaca im südamerikanischen Andenstaat Bolivien.

## Lage im Nahraum
Lima Bamba Centro liegt in der Provinz Tomina und ist der zweitgrößte Ort im Municipio Villa Alcalá. Die Ortschaft liegt auf einer Höhe von 2268 m in einem der Seitentäler am Ostabhang der bolivianischen Cordillera Central, 45 km von der Landstadt Padilla entfernt.

## Geographie
Lima Bamba Centro liegt am Übergang des von der Cordillera Central begrenzten Altiplano zu den bolivianischen Tiefländern des Gran Chaco, 250 km Luftlinie östlich des Poopó-See.
Die mittlere Durchschnittstemperatur der Region liegt bei etwa 18 °C, der Jahresniederschlag beträgt etwa 600 mm (siehe Klimadiagramm Padilla). Die Region weist keinen ausgeprägten Temperaturverlauf auf, die Monatsdurchschnittstemperaturen schwanken nur unwesentlich zwischen knapp 15 °C im Juni und Juli und 20 °C von November bis Januar. Die Monatsniederschläge liegen zwischen unter 10 mm von Mai bis August und über 100 mm von Dezember bis Februar.

## Verkehrsnetz
Lima Bamba Centro liegt in einer Entfernung von 197 Straßenkilometern östlich von Sucre, der Hauptstadt des Departamentos.
Von dort aus führt die 976 Kilometer lange Nationalstraße Ruta 6 nach Süden, die Sucre mit dem bolivianischen Tiefland und der dortigen Millionenstadt Santa Cruz verbindet.
Die Ruta 6 von Sucre nach Padilla ist nur auf den ersten 67 Kilometern bis Tarabuco asphaltiert, die folgenden 120 Kilometer bis Padilla tragen eine unbefestigte Schotterdecke. Fünfzehn Kilometer vor Padilla zweigt eine unbefestigte Landstraße nach Süden ab und erreicht nach zehn Kilometern Alcalá. Von dort sind es noch einmal 20 Kilometer nach Südosten bis Lima Bamba Centro.

## Bevölkerung
Die Einwohnerzahl der Ortschaft ist in dem Jahrzehnt zwischen den beiden letzten Volkszählungen um fast die Hälfte angestiegen:
| Jahr | Einwohner         | Quelle       |
| ---- | ----------------- | ------------ |
| 1992 | keine Detaildaten | Volkszählung |
| 2001 | 459               | Volkszählung |
| 2013 | 649               | Volkszählung |
| 2024 |                   | Volkszählung |

Einige Municipios der Provinz Tomina weisen einen sehr hohen Anteil an Quechua-Bevölkerung auf, im Municipio Villa Alcalá sprechen 34,7 Prozent der Bevölkerung Quechua.